# 長谷見沙貴
長谷見沙貴（10月25日—）是日本男性動畫編劇、漫畫原作者。千葉縣出身。

## 簡歷
原為遊戲創作者、插圖畫家，2001年與動畫監督馬越嘉彥相遇，開始《小魔女Doremi》的動畫規劃，也是電腦遊戲（等於男性版《小魔女Doremi》）籌劃發想人，天田印刷加工更委託長谷見為PC遊戲《兒童劇場 小魔女DoReMi 魔法堂舞祭》做劇情設定、原創角色及登場人物的特典企劃。
也積極的參與可換裝模型系列的企劃，包括、等精靈系列模型名詞都是由他命名，同時亦為OVA2的劇情編劇。
在電視動畫的劇本方面，最早是《魔女的考驗》，同時也擔任原作為矢吹健太朗的動畫《黑貓》的編劇，也是因為擔任動畫編劇的機緣，於《週刊少年Jump》連載的《出包王女》中擔任原作劇本。其他原創劇本還有《飛天小女警Z》等。
對F1賽車興趣濃厚，特別支持車手佐藤琢磨。

## 作品一覧

### 遊戲企劃
- GBA遊戲（企劃、腳本）
- 《兒童劇場 小魔女DoReMi 魔法堂舞祭》（企劃、腳本、角色開發）

### 動畫劇本
- （腳本、構成）
- 魔女的考驗（第5、12、21、36話腳本）
- BLACK CAT（第3、4、5、9、13、14、19話腳本）
- （第3、11話腳本）
- 飛天小女警Z（第2、12、23(b)、25(b)、41話等腳本）
- 萌單（系列構成、腳本）
- 出包王女OVA（監修、第2話腳本）

### 漫畫原作
- 《出包王女》（作畫：矢吹健太朗）